# Il grande Magazzi
Il grande Magazzi è un arco narrativo a fumetti del 2012 di Leo Ortolani, omaggio alle saghe di Harry Potter e Twilight reinterpretate con riferimento alla serie umoristica Rat-Man dello stesso Ortolani.

## Trama
Oler Magazzi, Bastondoro e Nome e Cognome sono tre aspiranti maghi della scuola di magia. Per riuscire a guadagnare credito e diventare dei veri maghi, si intrufolano nelle segrete della scuola per svelarne i segreti. Inavvertitamente, però, risvegliano Valdifass, potente stregone del male che fu rinchiuso in un sepolcro con l'assistente Dolores al termine dell'ultima guerra contro i maghi della scuola, il quale giura vendetta. Per poterlo fermare, i tre devono cercare la Donna Filosofale, l'unica in grado di fermare il potere di Valdifass. Dopo alcuni tentativi di seduzione da parte di Oler, il quale deve battere anche la concorrenza di aspiranti conquistatori vampiri e licantropi, il trio riesce a convincere la ragazza a seguirli. La portano così al cospetto di Valdifass, che nel frattempo era riuscito a radunare il suo esercito di mostri ed entrare nella scuola di magia. L'intervento della Donna Filosofale sembra risolutivo, ma alla fine viene interrotta e solo gli incantesimi di Oler e dei suoi due compagni riescono a sconfiggere Valdifass e a farlo ritirare nuovamente nel suo sepolcro. Oler, Bastondoro e Nome acquisiscono così il diritto a diventare dei veri maghi.

## Personaggi

La copertina della prima storia, che mostra molti dei personaggi protagonisti

Di seguito sono elencati i personaggi della storia.
| Personaggio de Il grande Magazzi | Personaggio ortolaniano | Personaggio di Harry Potter |
| Oler Magazzi                     | Rat-Man                 | Harry Potter                |
| Nome e Cognome                   | Tadeus Brakko           | Ron Weasley                 |
| Bastondoro                       | Cinzia Otherside        | Hermione Granger            |
| Valdifass                        | Aldo                    | Voldemort                   |
| Dolores                          | Giuda                   | –                           |
| Gigante Masticoni                | Andrea Plazzi           | Rubeus Hagrid               |
| Professor Sbuffanoia             | –                       | Albus Silente               |
| Professor Riccadonna             | –                       | Severus Piton               |
| Leccagufo                        | –                       | Draco Malfoy                |
| Walter Magazzi                   | –                       | James Potter                |

Il nome di Oler Magazzi è stato scelto con difficoltà: dopo un primo tentativo di storpiare il nome del protagonista della saga omonima (come fu fatto facilmente con Star Rats da Star Wars), ad esempio con Ratty Potter o Harry Ratter, Ortolani scelse la via di un nome che non aveva niente a che vedere con l'originale: prima Moiro il Mago e poi, definitivamente, Oler Magazzi. Anche altri nomi sono stati cambiati durante la realizzazione: Bastondoro inizialmente avrebbe dovuto chiamarsi Biabiebabebieibabebìbieobabebibòbieububabebibobù, mentre il nome di Sbuffanoia doveva essere Lente.
Il cast di protagonisti vede anche la presenza di due personaggi di Venerdì 12, altra serie ortolaniana, ovvero Aldo e Giuda nei panni di Carlèn e Dolores. Nelle intenzioni dell'autore Carlèn avrebbe dovuto recuperare «le sette parti della sua anima, nascoste all'interno di sette ignoranti» per riacquistare la sua potenza, ma questa opzione venne scartata per la sua complicatezza.
Oltre ai personaggi ispirati al mondo di Harry Potter, vi sono anche quelli che ricalcano i protagonisti di Twilight: in primis Jannifer Bellanatroccola (Bella Swan), chiamata la "Sgnaccamaroni", «quell'esemplare di donna che utilizza la sua bellezza per attirare a sé gli uomini e frantumare loro i maroni (appunto) con infinite paranoie sul niente, a cui loro cercano di resistere, convinti che prima o poi lei gliela darà»; nella storia Jannifer rappresenta la Donna Filosofale, ovvero quel potente strumento magico che è l'unico in grado di fermare Valdifass. Compaiono inoltre Anthony (Edward Cullen) e Jason (Jacob Black), i due pretendenti al cuore di Bella.
Da segnalare infine la presenza come guest star di Dart Fener.

## Realizzazione

La copertina della seconda storia, in cui compaiono i personaggi provenienti da Twilight

La parodia di Harry Potter è stata richiesta a Ortolani per anni dai lettori di Rat-Man; tuttavia, l'autore, non convinto del tutto dai primi 2 film, cambia idea solo quando nota come la saga cinematografica «cambia. Cresce. Si sviluppa. Diventa oscura», grazie anche alle colonne sonore. All'universo di Harry Potter combina anche quello di un'altra saga cinematografica di grande successo in quel periodo, ovvero Twilight (nonostante non abbia concluso di vedere tutti i film): «Magazzi non è altro che la risposta alla mia domanda "Come sarebbe se mettessi Harry Potter nello stesso liceo di Bella Swan?"». Le idee iniziali sono talmente tante che pensa in un primo momento di fare una storia in 4 parti, poi rimodulate in 3 per non eccedere con le gag; questa scelta lo lascia soddisfatto a posteriori in quanto vede la trama «solida e surreale al tempo stesso». Con tutto il materiale scartato comincia a realizzare un prologo della storia da allegare alla Rat-Agenda del 2013, ma poi cambia idea e vi inserisce la storia L'artista; il materiale viene quindi messo da parte e poi inserito in coda alla ristampa in volume del 2015, similmente a quanto fatto con Il Signore dei Ratti.
Per quanto riguarda i titoli dei 3 capitoli della saga, sono tutti riferimenti ai titoli di altrettanti romanzi di Harry Potter (anche per quanto riguarda la grafica, ma non per i contenuti delle trame):
- Il grande Magazzi e il Principe Mezzo Rospo:[3] Harry Potter e il principe mezzosangue
- Il grande Magazzi e la donna filosofale:[4] Harry Potter e la pietra filosofale
- Il grande Magazzi e la Camera delle Sorprese:[5] Harry Potter e la camera dei segreti

Per quanto riguarda il titolo della saga, già nell'editoriale di apertura della seconda storia Andrea Plazzi la battezza con il nome "trilogia del grande Magazzi".

## Storia editoriale e accoglienza
La storia viene pubblicata in tre parti su Rat-Man Collection nn. 88-90 (gennaio – maggio 2012) della Panini Comics, per poi essere ristampata su Tutto Rat-Man nn. 45-46 (dicembre 2013 – aprile 2014). Nel 2014 Ortolani annuncia di avere in programma una ristampa a colori della saga. L'albo esce il 7 maggio 2015 nella collana Special Events n. 88, con i colori di Lorenzo Ortolani (parti 1 e 3) ed Elena Prearo (parte 2), con l'aggiunta di una serie di gag e vignette scartate (inizialmente Ortolani aveva pensato di inserire una storia breve inedita, virando poi sulle vignette). L'albo esce in due versioni: una brossurata, formato 18x26 cm, con copertina blu, e un'altra cosiddetta "Deluxe" solo per fumetterie, cartonata, formato 23,5x31 cm, con copertina granata e scritte in rilievo e inchiostro metallico. Ortolani rivela di avere avuto l'idea per questa versione quando l'editor della Panini Comics Diego Malara gli fa vedere un volume dedicato a Harry Potter che sembra in un vecchio volume da maghi, in pelle e con fregi dorati, consigliandogli un'edizione simile anche per la storia su Magazzi. A Ortolani piace l'idea di un volume «come quei libri antichi che vedete nelle biblioteche antiche, che un volume su un mago non poteva non avere quella versione», e acconsente, pur ammettendo che una versione così costosa, adatta a essere regalata, è un'operazione «un po' da Ragno» (lo storico personaggio nemico di Rat-Man che cerca di guadagnare soldi pubblicando diverse versioni della stessa storia).
L'albo ha ricevuto critiche moderatamente positive da parte degli addetti ai lavori. Mangaforever lo consiglia per l'umorismo e la dirompenza, reputandolo «allo stesso tempo divertente e di qualità». Secondo Lo Spazio Bianco, invece, la storia appare «sicuramente simpatica e godibile, ma lontana da certe vette a cui Rat-Man ci ha abituati», sottolineando la scarsa "magia" della storia nonostante le gag divertenti. Di parere simile è Stefano Feltri de Il Fatto Quotidiano, il quale loda il divertimento e l'originalità della storia, pur considerandola non ai livelli dei migliori lavori di Ortolani.